# Timo Pötzsch
Timo Pötzsch (* 12. Dezember 1970) ist ein ehemaliger deutscher Handballspieler.
Der Sohn von Wolfgang Pötzsch spielte in der Deutschen Demokratischen Republik beim ESV Lok Frankfurt und beim ASK Vorwärts Frankfurt. Er war DDR-Jugendnationalspieler. Im Sommer 1990 wechselte der Torhüter zum Bundesligisten VfL Fredenbeck. Er spielte in der Bundesliga bis 1993 für den VfL und in der Saison 1994/95 für denselben Verein in der 2. Bundesliga. Die weiteren Vereine, für die er in der zweiten Liga auflief, waren SV Post Schwerin, TV Emsdetten, HSG Gensungen-Felsberg und EHV Aue. In der Regionalliga stand er in Diensten des SV Anhalt Bernburg und des MTVD Köln.